# Florencio Campomanes
Pour les articles homonymes, voir Campomanes.
Florencio Campomanes (22 février 1927 à Manille, Philippines – 3 mai 2010, Philippines) est un politicien, un joueur et arbitre d'échecs et un organisateur de compétitions d'échecs.
Il gagne le championnat d’échecs des Philippines en 1956 et en 1960, et représente son pays aux Olympiades d’échecs de 1956 à 1966.
Proche de Marcos, il joue un rôle important dans l’organisation des échecs en Asie (organisation du championnat du monde d'échecs 1978 à Baguio entre Karpov et Kortchnoï), puis à la FIDE, dont il devient le président en 1982. Sa présidence est très controversée, notamment après la décision qu’il prend d’arrêter le match pour le titre mondial entre Karpov et Kasparov en 1984, peut-être sous la pression de la Fédération soviétique. Ses adversaires l'accusent de pratiques mafieuses. Il ne peut éviter la scission avec la Professional Chess Association en 1993, créée par le champion du monde Kasparov, créant ainsi une schisme qui durera jusqu'en 2006 avec un champion du monde FIDE d'une part et un champion du monde PCA de l'autre.
Durant sa présidence, nombre de pays asiatiques et africains adhèrent à la FIDE et sont un soutien important à ses réélections, jusqu’en 1995, date à laquelle il cède la présidence à Kirsan Ilioumjinov.
Depuis 2003, Campomanes est poursuivi par la justice de son pays et doit rendre des comptes à propos du financement public des Olympiades organisées en 1992 à Manille. La cour suprême des Philippines l'a blanchi en décembre 2006.
Le 2 février 2007, il est victime d’un grave accident de voiture près d'Antalya en Turquie et soigné en soins intensifs. Il meurt d'un cancer le 3 mai 2010.